# کیت بروس
کیت بروس (انگلیسی: Kate Bruce؛ ۱۷ فوریهٔ ۱۸۶۰ – ۲ آوریل ۱۹۴۶) هنرپیشه اهل ایالات متحده آمریکا بود.

## گزیده فیلمشناسی
از فیلم‌ها یا برنامه‌های تلویزیونی که وی در آن نقش داشته‌است می‌توان به آثار زیر اشاره کرد.
- تمدن (۱۹۰۵)
- مبارزه برای آزادی (۱۹۰۸)
- پشت‌صحنه (فیلم ۱۹۰۸) (۱۹۰۸)
- پزشک دهکده (فیلم) (۱۹۰۹)
- در ایتالیای کوچک (۱۹۰۹)
- دو برادر (۱۹۱۰)
- بیداری او (۱۹۱۱)
- نبرد (فیلم ۱۹۱۱) (۱۹۱۱)
- تنبیه (فیلم) (۱۹۱۲)
- وراثت (فیلم ۱۹۱۲) (۱۹۱۲)
- قهرمان من (فیلم ۱۹۱۲) (۱۹۱۲)
- تعصب (فیلم ۱۹۱۶) (۱۹۱۶)
- سوزی پاک‌دل (۱۹۱۹)
- در دوردست شرق (۱۹۲۰)
- تجربه (فیلم ۱۹۲۱) (۱۹۲۱)
- کریستی کابان